# آماندا تامپسون (بازیکن بسکتبال)
آماندا تامپسون (انگلیسی: Amanda Thompson؛ زادهٔ ۱۸ نوامبر ۱۹۸۷) بازیکن بسکتبال اهل ایالات متحده آمریکا است.
از باشگاه‌هایی که در آن بازی کرده‌است می‌توان به آتلانتا دریم اشاره کرد.